# Ernst Rüst

Ernst Rüst (ca. 1930)

Ernst Rüst (* 19. Januar 1878 in Oberriet; † 31. Oktober 1956 in Zürich; heimatberechtigt in Zürich und Thal SG) war ein Schweizer Chemiker und Hochschullehrer.

## Leben
Ernst Rüst, Sohn von Joseph Sebastian und Emilie, heiratete 1908 die aus Amsterdam stammende Klara Helena Schröder. Im Jahre 1902 wurde er in Chemie an der Universität Zürich promoviert.

## Schaffen
1903 war Rüst als Hauslehrer in Clydach (Wales) tätig. Zwischen 1906 und 1928 war er Lehrer für Chemie und Warenkunde an der kantonalen Handelsschule Zürich. Anschliessend, von 1928 bis 1945, war er Dozent für Fotografie und Kinematographie und Leiter des Photographischen Instituts an der ETH Zürich. Ferner war Rüst zwischen 1911 und 1928 Leiter der Schweizerischen Sammelstelle für Lehrmittel der Warenkunde sowie von 1922 bis 1928 Leiter der Schweizerischen Lehrfilmstelle für Mittelschulen. Zwischen 1929 und 1949 war er zudem Leiter der Schweizerischen Arbeitsgemeinschaft für Unterrichtskinematographie. Des Weiteren war Rüst Mitredaktor der Erfahrungen im naturwissenschaftlichen Unterricht (Beilage der Schweizerischen Lehrerzeitung) und Pionier des Einsatzes von Unterrichtsfilmen in der Schule. Er publizierte zu Fototechnik, Chemie und Warenkunde.